# Nutation (Physik)
Die Nutation ist die Bewegung der Figurenachse eines kräftefreien Kreisels, wenn der Drehimpuls nicht parallel zu einer der Hauptachsen des Kreisels ausgerichtet ist.
Bei einem symmetrischen Kreisel überstreicht durch die Nutation die Figurenachse einen Kegel mit dem Drehimpuls als Achse. Aufgrund der Drehimpulserhaltung bleibt der Drehimpuls dabei in Betrag und Richtung konstant.
Provozieren kann man die Nutation durch Anstoßen eines stabil um seine Figurenachse rotierenden Kreisels.
Zusätzlich zur Nutation kann ein Kreisel, auf den ein Drehmoment wirkt, noch eine Präzessionsbewegung ausführen.

## Symmetrischer Kreisel
Der symmetrische Kreisel ist ein wichtiger Sonderfall, mit dem sich die Betrachtung der Nutation vereinfacht.
Eine weitere Vereinfachung entsteht, wenn das Bezugssystem für momentane Betrachtungen am Kreisel ausgerichtet wird. Dabei liegt eine Koordinatenachse ({\displaystyle z}) längs der Figurenachse, womit der Trägheitstensor {\displaystyle {\bar {I}}} als Diagonalmatrix auftritt. Die nächste Koordinatenachse {\displaystyle x} wird so gewählt, dass eine Ebene aufgespannt wird, in der sich der Drehimpuls befindet, also der Drehimpulsvektor in einer Dimension den Wert null annimmt: {\displaystyle L_{y}=0}.

Vektorzerlegung der Bewegungsparameter am abgeplatteten Kreisel

Vektorzerlegung der Bewegungsparameter am verlängerten Kreisel

Nun bleiben im Drehimpulssatz nur noch zwei variable Komponenten:
{\displaystyle {\vec {L}}={\bar {I}}\,{\vec {\omega }}}.
Hier zeigt sich, dass die Winkelgeschwindigkeit {\displaystyle {\vec {\omega }}} nicht parallel zum raumfesten Drehimpuls {\displaystyle {\vec {L}}} liegt, sondern davon abweicht und damit sich zeitlich ändert.
Durch geschickte grafische Vektorzerlegung kann das Bewegungsverhalten des Kreisels allerdings besser beschrieben werden. Die Vektorkomponente ωFig sei so gewählt, dass sie parallel zur Figurenachse liegt, und die zweite Vektorkomponente ωNut so, dass sie parallel zum Drehimpuls liegt. Weil sich bei der Drehung eines symmetrischen Kreisels um seine Figurenachse weder dessen Ausrichtung im Raum noch der Trägheitstensor ändert, gilt die Bewegung ωFig als „neutral“.
Spannender dagegen ist die Winkelgeschwindigkeit ωNut; mit ihr wird der Kreisel samt dem eingangs definierten Koordinatensystem um den Drehimpulsvektor geschwenkt. Damit zeigt sich, dass Figurenachse, Drehimpuls und Winkelgeschwindigkeit des symmetrischen Kreisels in konstanter räumlicher Beziehung zueinander stehen und stets in einer Ebene liegen. Die Figurenachse und die Winkelgeschwindigkeit überstreichen jeweils den Mantel eines Kegels, dessen Kegelachse der Drehimpuls bildet.
Anhand der Grafik zur Vektorzerlegung kommt man zunächst auf die folgenden Gleichungen:
{\displaystyle \omega _{x}=\sin \alpha \,\omega _{\text{Nut}}}
{\displaystyle L_{x}=\sin \alpha \,L}
Über den Drehimpulssatz ergibt sich durch geschicktes Einsetzen:
{\displaystyle L_{x}=\omega _{x}\,I_{x}\quad \Leftrightarrow \quad \omega _{x}={\frac {L_{x}}{I_{x}}}={\frac {\sin \alpha \,L}{I_{x}}}=\sin \alpha \,\omega _{\text{Nut}}}
Wenn gilt {\textstyle \omega _{z}\gg \omega _{x}}, dann lässt sich folgende Näherungsrechnung aufstellen:
{\displaystyle \omega _{\text{Nut}}={\frac {L}{I_{x}}}\approx {\frac {I_{z}}{I_{x}}}\,\omega }
Ein abgeplatteter Kreisel, der gestoßen wurde, flattert anschließend mit einer Frequenz, die oberhalb seiner Rotationsfrequenz liegt. Durch die hohe Frequenz findet meist eine schnelle Dämpfung der Nutation statt, und die Figurenachse richtet sich bald nach dem Drehimpuls aus.
Eine ausführliche mathematische Beschreibung der Kreiselbewegung wird durch die eulerschen Gleichungen ermöglicht.

## Bedeutung
- Astronomische Beobachtungen
- Atomphysik (z. B. MRT)